# Merzen
Merzen est une commune allemande de l'arrondissement d'Osnabrück, Land de Basse-Saxe.

## Géographie
Merzen se situe dans les hauteurs d'Ankum, près du parc naturel TERRA.vita.
|           | Eggermühlen  |          |
| Fürstenau | Merzen       | Ankum    |
| Voltlage  | Neuenkirchen | Bramsche |

La commune comprend les quartiers de Döllinghausen, Engelern-Schlichthorst, Lechtrup-Merzen, Ost-/Westeroden, Plaggenschale et Südmerzen.

## Histoire
La commune actuelle de Merzen est née de la réforme des municipalités de juillet 1972 amenant à la fusion de Döllinghausen, Engelern, Lechtrup-Merzen, Ost- und Westeroden, Plaggenschale et Südmerzen.

## Infrastructure
Merzen se trouve sur la Bundesstraße 218.

## Source, notes et références
- (de) Cet article est partiellement ou en totalité issu de l’article de Wikipédia en allemand intitulé « Merzen » (voir la liste des auteurs).